# دواء ذو تأثير وريدي
الدواء ذو التأثير الوريدي (بالإنجليزية: Phlebotonic)‏ هو دواء يستخدم في حالات القصور الوريدي المزمن. خصائصه المتوقعة هي تسهيل العودة الوريدية من أجل مكافحة الوذمة والأعراض الأخرى للقصور الوريدي المزمن وزيادة توتر الجدران الوريدية بهدف الحد من انتفاخها مما يتسبب بالدوالي، وخاصة على المستوى من الساقين.
معظم الأدوية ذات التأثير الوريدي من أصل نباتي.
من أمثلتها الديوسمين المكون من مستخلصات قشرة الحمضيات وتحتوي على الفلافونيد والهسبيريدين ويستعمل في علاج القصور الوريدي المزمن والبواسير. وهو يعد مكملا غذائيا يصرف بوصفة طبية.